# Tomasz Broda

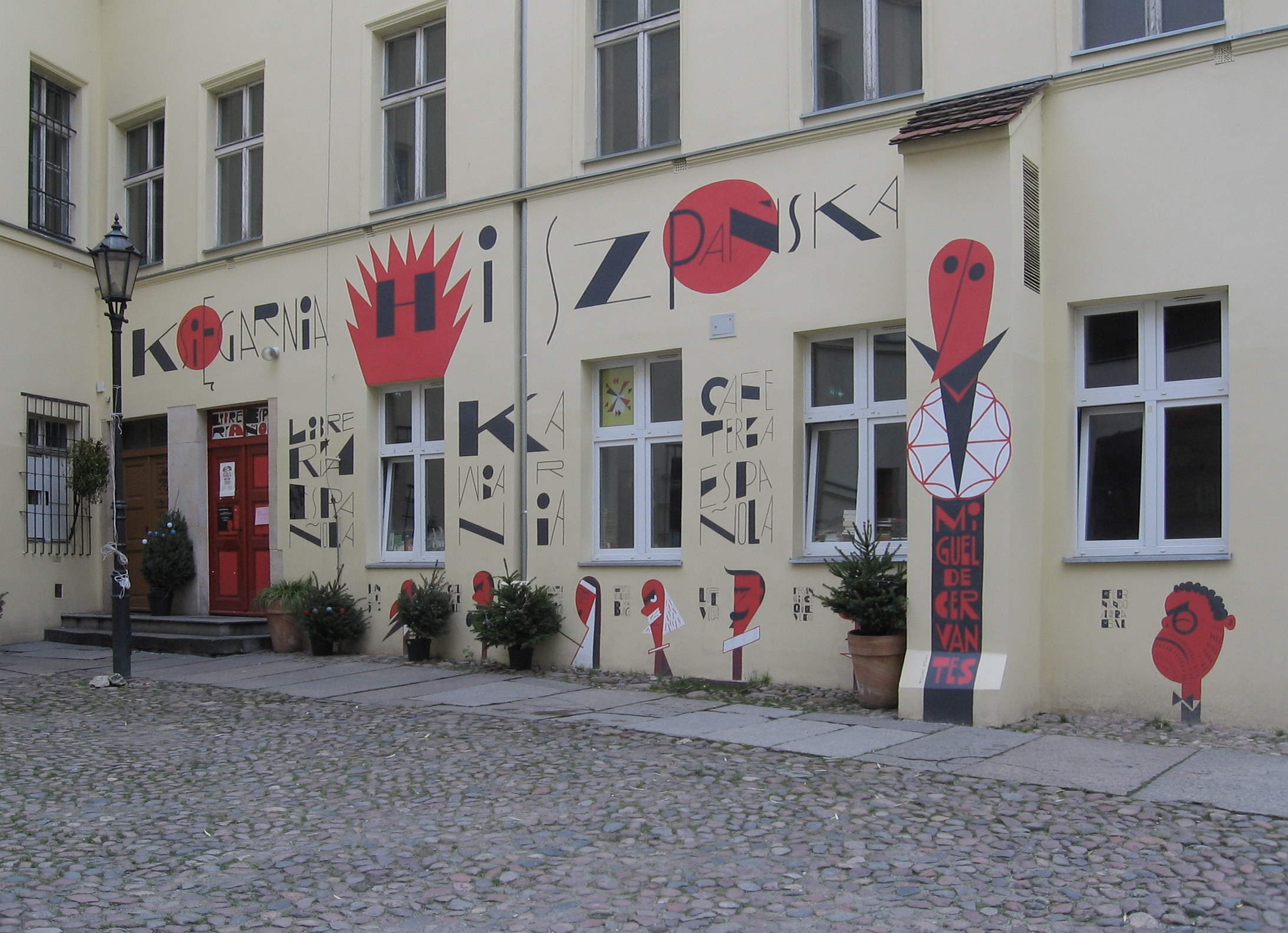
Malowidła Brody na ścianie Księgarni Hiszpańskiej we Wrocławiu (2017)

Tomasz Broda (ur. 1967 w Kaliszu) – polski artysta plastyk, karykaturzysta.
W 1986 ukończył I Liceum Ogólnokształcące im. Adama Asnyka w Kaliszu, studia w Państwowej Wyższej Szkole Sztuk Plastycznych we Wrocławiu na wydziale malarstwa, grafiki i rzeźby. Dyplom obronił z wyróżnieniem, w 1992, w pracowni projektowania graficznego profesora Jana Jaromira Aleksiuna.
Zajmuje się ilustracją prasową i książkową, plakatem, rysunkiem, malarstwem, scenografią, projektowaniem kostiumów teatralnych.
Tworzy maski i lalki z przedmiotów codziennego użytku, które prezentował w swoich cyklicznych, autorskich występach w ramach programów telewizyjnych: „Magazynio” w TVP, „Brisant” w TV ARD, „Wieczór z Jagielskim” w TVP, „Sesamstrasse” w TV ARD.
Publikował rysunki i ilustracje w „Gazecie Wyborczej”, „Rzeczpospolitej”, „Polityce”, „Przekroju”, „Odrze”, Słowie Polskim i miesięczniku „Muza”. Zilustrował książki: „Zrób sobie Wrocław” z tekstem Mariusza Urbanka, „Puszka – cacuszko” z tekstami Lecha Janerki i „Przygody przyrody” z wierszami Zbigniewa Macheja. Zaprojektował scenografię i kostiumy do przedstawień teatralnych: „Szopka Tyma z Brodą” – Teatr Powszechny w Warszawie, 1998; „Wiatry z mózgu” – Teatr Polski we Wrocławiu, 2005 (Gala Przeglądu Piosenki Aktorskiej) oraz kostiumy do przedstawienia „Śmierdź w górach” – Teatr Muzyczny Capitol we Wrocławiu, 2006. Od marca 2014 roku prowadzi program „Zrób sobie gębę” w soboty i niedziele około 9.35 w TVP Rozrywka.
W 2011 wykonał serię portretów znanych polskich i światowych matematyków "Zrób sobie matematyka" eksponowaną w holu Instytutu Matematycznego UWr. 

## Laureat nagród
1992 – Srebrny Medal, Międzynarodowa Wystawa Satyrykon

1993 – Złoty Medal, Międzynarodowa Wystawa Satyrykon

1997 – Grand Prix, Międzynarodowa Wystawa Satyrykon

1997 – 1. Nagroda w ogólnopolskim konkursie na Pamiątkę Wrocławia

1999 – Eryk, nagroda Stowarzyszenia Polskich Artystów Karykatury

2000 – Nagroda Prezydenta Wrocławia

2001 – 3. Nagroda w konkursie na rysunek satyryczny z okazji X-lecia Giełdy Papierów Wartościowych w Warszawie

2002 – 1. Nagroda w ogólnopolskim konkursie „Warszawa w karykaturze”

2002 – wyróżnienie, Międzynarodowa Wystawa Satyrykon

2004 – 1. nagroda, Międzynarodowy Konkurs Projektowania Prasowego „Chimera”, w kategorii „portfolio”

2006 – Złoty Medal, Międzynarodowa Wystawa Satyrykon

2006 – Nagroda Piwnicy pod Baranami, Międzynarodowa Wystawa Satyrykon